# Wydział Finansów i Prawa Uniwersytetu Ekonomicznego w Krakowie
Wydział Finansów i Prawa Uniwersytetu Ekonomicznego w Krakowie – jeden z pięciu wydziałów w Strukturze Uniwersytetu Ekonomicznego w Krakowie obowiązującej do 30 września 2019 roku. Od 1 października 2019 roku, większość katedr, tworzących ten Wydział, weszła w skład Kolegium Ekonomii, Finansów i Prawa UEK. Jego siedziba znajdowała się przy ul. Rakowickiej 27 w Krakowie.

## Struktura
- Katedra Bankowości
- Katedra Ekonomii
- Katedra Finansów
- Katedra Finansów Przedsiębiorstw
- Katedra Finansów Samorządowych
- Katedra Matematyki
- Katedra Polityki Przemysłowej i Ekologicznej
- Katedra Prawa Administracyjnego i Zamówień Publicznych
- Katedra Prawa Cywilnego i Gospodarczego
- Katedra Rachunkowości Finansowej
- Katedra Rynków Finansowych
- Katedra Zarządzania Ryzykiem i Ubezpieczeń[2]

## Władze Wydziału
- Dziekan: dr hab. Mariusz Andrzejewski, Prof. UEK
- Prodziekan ds. nauki: dr hab. Józefa Gniewek, Prof. UEK
- Prodziekan ds. rozwoju: dr hab. Maria Płonka, Prof. UEK
- Prodziekan ds. studenckich: dr hab. Małgorzata Kożuch, Prof. UEK[3]

## Kierunki studiów
- Finanse i rachunkowość (studia I i II stopnia)
- Corporate Finance and Accounting (studia I i II stopnia w języku angielskim)
- Prawo (jednolite studia magisterskie)
- Audyt finansowy (studia II stopnia)
- Bankowość i zarządzanie ryzykiem (studia II stopnia)
- Rynki finansowe (studia II stopnia)
- Zarządzanie finansami państwa i samorządu terytorialnego (studia II stopnia)[4]

Na wydziale prowadzone są również studia doktoranckie w trybie stacjonarnym i niestacjonarnym.

## Studia podyplomowe[5]
- ACCA-UEK: Rachunkowość finansowa
- Analityk finansowy CFA®
- Analityk finansowy podmiotu leczniczego
- Bankowość: Europejski Certyfikat Bankowca
- CIMA-UEK: Rachunkowość menedżerska
- Controlling w praktyce
- Menedżer spółek samorządowych
- Międzynarodowe standardy rachunkowości / Międzynarodowe standardy sprawozdawczości finansowej w praktyce
- Prawo gospodarcze
- Prawo i praktyka konsularna
- Prawo pracy i prawo ubezpieczeń społecznych
- Prawo zamówień publicznych
- Rachunkowość budżetowa
- Rachunkowość i finanse (studia dwusemestralne)
- Rachunkowość i finanse (studia trzysemestralne)
- Rachunkowość i podatki dla zawodów prawniczych
- Rachunkowość zarządcza w jednostkach sektora finansów publicznych
- Ubezpieczenia gospodarcze
- Własność intelektualna w prawie i praktyce
- Zarządzanie finansami przedsiębiorstw sektora paliwowo-energetycznego